# Poecilocharax weitzmani
Poecilocharax weitzmani es una especie de peces de la familia Crenuchidae en el orden de los Characiformes.

## Morfología
Los machos pueden llegar alcanzar los 4 cm de longitud total.

## Hábitat
Vive en zonas de clima tropical entre 24 °C - 28 °C de temperatura.

## Distribución geográfica
Se encuentran en Sudamérica:  cuencas de los ríos  Solimões,  Negro y Orinoco.